# Падение Хита
Падение Хита — захват боевиками Исламского государства важного города Хит, в результате чего была отрезана дорога, ведущая в соседнюю Хадиту.

## События
2 октября было сообщено, что в городе Хит вспыхнуло главное сражение. ИГ заявило, что оно установило контроль над городом, но про-правительственные солдаты заявили, что битва до сих пор продолжается. Однако, на следующий день правительство Ирака сказало, что 90 % города не находится под его контролем. Было сообщено, что флаги ИГ развиваются над правительственными зданиями, включая правительственные офисы и полицейские участки. Согласно заявлению правительства Ирака, нападение началось после того, как город атаковал террорист-смертник. Также боевики украли много танков и военного оборудования. Также по неподтверждённым данным, они покинули город в результате бомбардировок коалиции.
5 октября террорист-смертник взорвал начинённые взрывчатым веществом транспортные средства рядом с контрольно-пропускным пунктом у въезда в город, убив 3 ранив 5 человек. Также террористическая атака произошла и в восточной части города, в результате которой погиб капитан Мохаммед Саад .
13 октября ИГ взяло контроль над важной военной базой в регионе после того, как иракские силы покинули её. Коалиционные бомбардировки не смогли сдержать боевиков, и множество беженцев покинули их дома. Также 50 % населения бежали из города не только и-за боевиков, но и из-за бомбардировок коалиции. Они перебежали на авиабазу Асад, где было расположено много офицеров. ИГ захватили много техники, включая 3 танка и другие транспортные средства.

### Кризис беженцев
Во время и после боёв много людей бежали их Хита и других мест в провинции Анбар. Согласно официальным лицам ООН, более чем 180,000 человек потеряли место жительство из-за боёв, и многие бежали в подконтрольные правительству районы города Рамади. Многие нуждались в еде, одеялах и медикаментах.

### Военные преступления
После падения города ИГ казнили нескольких человек из племени Альбу Нимр за то, что они сражались против них. Многие гражданские были похищены из их домов, и их судьба неизвестна. Однако, можно очевидно предположить, что они мертвы. Недалеко от города была обнаружена братская могила, у которой лежали 200 мёртвых тел, ещё 48 солдат были проведены по улицам, прежде чем были казнены. Несмотря на это, племя Альбу Нимр заявило, что оно попытается вернуть город.

## Последствия
Два года спустя иракское правительство вернуло контроль над городом.